# Копычко, Василий Данилович
Василий Данилович Копычко (22 июня 1905 — 20 октября 1985) — протоиерей Русской православной церкви, настоятель нескольких православных церквей в Белорусской ССР. В годы Великой Отечественной войны был связным партизанского отряда имени Вячеслава Молотова в Пинской области, отмечен рядом медалей. В 1984 году удостоен права ношения Патриаршего наперсного креста.

## Биография
Родился 22 июня 1905 года в селе Домашицы (нынешний Пинский район Брестской области) в крестьянской семье. Окончил школу и гимназию в Речице, куда эвакуировалась его семья во время Первой мировой войны. В 1919 году после возвращения в Пинск окончил реальное училище, став псаломщиком в храме села Лясковичи Ивановского района, иподиаконствовал у архиепископа Пинского Александра (Иноземцева). В 1934 году успешно сдал экзамены в Полесской духовной консистории, 4 декабря того же года рукоположён во диакона, 26 декабря — во пресвитера. Назначен в деревню Одрижин настоятелем храма Успения Пресвятой Богородицы (нынешний Ивановский район Брестской области), был благочинным Гомельского округа. Именно там он встретил начало Великой Отечественной войны.
Отец Василий присоединился к партизанскому движению и стал связным партизанского отряда имени Молотова, действовавшего в Пинской области. Он организовывал тайные встречи в своём доме с командирами отрядов, работая под псевдонимом Кириллов. Отец Василий распространял послание митрополита Сергия «К верным чадам Русской Православной Церкви», призывавшее бороться против немецко-фашистских оккупантов, а также проводил тайные богослужения в церкви по ночам без освещения, чтобы не выдать себя немцам. Во время богослужений отец Василий рассказывал о положении на фронтах, передавая сводки Совинформбюро, и морально поддерживал прихожан. Неоднократно Копычко предупреждал местных жителей о грядущих карательных рейдах.
У немцев были подозрения насчёт деятельности отца Василия: однажды, по воспоминаниям Марии Копычко, дочери священника, отец Василий закрыл храм после богослужения и заметил в небе кружащий самолёт. Вскоре на землю упали несколько бомб, и лишь чудом священник избежал гибели, успев скрыться в лесу. Немцы объявили отца Василия в розыск, приказав отряду гестапо найти и казнить священника и всю его семью. Подпольщики из штаба Пинской партизанской бригады оперативно предупредили священника, и он с семьёй ушёл в леса: полицаи сожгли его дом и церковь. Священник, его жена и 10-летний сын с мая 1943 по апрель 1944 года находились в расположении партизанского отряда. Помимо сбора медикаментов и продуктов, отец Василий присылал партизанам одежду, обувь и даже оружие, распространял листовки, направленные против полицаев и членов РОА. За свою деятельность во время войны он был отмечен рядом государственных наград (в том числе орденом Отечественной войны, медалями «За победу над Германией», «За доблестный труд» (награждение двумя такими медалями одновременно было редким случаем) и «Партизану Отечественной войны», а также получил именной портсигар от Ф. С. Кунькова, комиссара партизанской бригады имени Молотова, с надписью «На память священнику Копычко В. Д. за помощь партизанам в борьбе против немецких захватчиков».
После освобождения Пинска отец Василий служил настоятелем Варваринского храма. С 1957 года отец Василий проживал в Гомеле, где был настоятелем Петропавловского собора. После его закрытия в 1960 году стал настоятелем Никольского храма и благочинным Гомельской епархии, а вскоре был назначен секретарём митрополита Филарета по Гомельской области. Помощь отцу Василию иногда оказывали сотрудники местного управления КГБ: в частности, начальник управления в Гомеле даже подвозил священника до дома. Копычко участвовал в сборе средств в Советский фонд мира (удостоен серебряной медали фонда в 1985 году). Награждён митрой, вторым крестом с украшением, Патриаршим наперсным крестом (в 1984 году его наградил патриарх Пимен), а также правом служения Божественной литургии с отверстыми Царскими вратами до «Отче наш».
Василий Данилович Копычко скончался 20 октября 1985 года в Гомеле: до последних дней жизни отец Василий проводил богослужения. Отпевание состоялось в Никольском храме Гомеля, похоронен протоиерей был на городском кладбище Гомеля рядом с могилами супруги и сына.

## Государственные и общественные награды
- Орден Отечественной войны II степени[5] (6 апреля 1985)[13]
- Медаль «За победу над Германией в Великой Отечественной войне 1941-1945 гг.»[5][4]
- Медаль «За доблестный труд в Великой Отечественной войне 1941-1945 гг.»[5][4]
- Медаль «Партизану Отечественной войны»[5] I степени[3]
- серебряная медаль Фонда мира (1985)[12]